# Achères (Cher)
Achères ist eine französische Gemeinde mit 332 Einwohnern (Stand 1. Januar 2022) im Département Cher in der Region Centre-Val de Loire. Sie gehört zum Arrondissement Bourges und zum Kanton Saint-Martin-d’Auxigny.

## Geographie
Achères liegt in Zentralfrankreich südlich von Ivoy-le-Pré, westlich von Henrichemont und nördlich von Quantilly.

## Bevölkerungsentwicklung
| Jahr      | 1962 | 1968 | 1975 | 1982 | 1990 | 1999 | 2008 | 2019 |
| Einwohner | 216  | 265  | 227  | 273  | 335  | 354  | 350  | 380  |